# کیسییوو
کیسییوو (به صربی: Kisiljevo) یک منطقهٔ مسکونی در صربستان است.